# Motorrad-Weltmeisterschaft 1993
Die Motorrad-WM-Saison 1993 war die 45. in der Geschichte der FIM-Motorrad-Straßenweltmeisterschaft.
In den Klassen bis 500 cm³, bis 250 cm³ und bis 125 cm³ wurden 14 und bei den Gespannen sieben Rennen ausgetragen. Überschattet wurde die Saison vom Sturz des amtierenden 500-cm³-Weltmeister Wayne Rainey beim GP von Italien, der seitdem querschnittgelähmt ist.

## Punkteverteilung
Weltmeister wird derjenige Fahrer beziehungsweise der Hersteller, der bis zum Saisonende die meisten Punkte in der Weltmeisterschaft angesammelt hat. Bei der Punkteverteilung werden die Platzierungen im Gesamtergebnis des jeweiligen Rennens berücksichtigt. Die fünfzehn erstplatzierten Fahrer jedes Rennens erhalten Punkte nach folgendem Schema:
| Punkteverteilung | Punkteverteilung | Punkteverteilung | Punkteverteilung | Punkteverteilung | Punkteverteilung | Punkteverteilung | Punkteverteilung | Punkteverteilung | Punkteverteilung | Punkteverteilung | Punkteverteilung | Punkteverteilung | Punkteverteilung | Punkteverteilung | Punkteverteilung |
| ---------------- | ---------------- | ---------------- | ---------------- | ---------------- | ---------------- | ---------------- | ---------------- | ---------------- | ---------------- | ---------------- | ---------------- | ---------------- | ---------------- | ---------------- | ---------------- |
| Platz            | 1                | 2                | 3                | 4                | 5                | 6                | 7                | 8                | 9                | 10               | 11               | 12               | 13               | 14               | 15               |
| Punkte           | 25               | 20               | 16               | 13               | 11               | 10               | 9                | 8                | 7                | 6                | 5                | 4                | 3                | 2                | 1                |

In die Wertung kamen alle erzielten Resultate.

## 500-cm³-Klasse

### Teams und Fahrer
| Team                          | Hersteller    | Motorrad             | Nr. | Fahrer             | Läufe      |
| ----------------------------- | ------------- | -------------------- | --- | ------------------ | ---------- |
| Marlboro Team Roberts         | Yamaha        | Yamaha YZR500        | 1   | Wayne Rainey       | 1–12       |
| Marlboro Team Roberts         | Yamaha        | Yamaha YZR500        | 7   | Luca Cadalora      | alle       |
| Rothmans Honda Team           | Honda         | Honda NSR 500        | 2   | Mick Doohan        | 1–13       |
| Rothmans Honda Team           | Honda         | Honda NSR 500        | 4   | Daryl Beattie      | alle       |
| HRC Rothmans Honda            | Honda         | Honda NSR 500        | 6   | Shin’ichi Itō      | alle       |
| Cagiva Team Agostini          | Cagiva        | Cagiva C593          | 3   | John Kocinski      | 11–14      |
| Cagiva Team Agostini          | Cagiva        | Cagiva C593          | 5   | Doug Chandler      | alle       |
| Cagiva Team Agostini          | Cagiva        | Cagiva C593          | 12  | Mat Mladin         | 1–7, 9–14  |
| Cagiva Team Agostini          | Cagiva        | Cagiva C593          | 63  | Joan Garriga       | 8          |
| Cagiva Team Agostini          | Cagiva        | Cagiva C593          | 68  | Carl Fogarty       | 10         |
| Marlboro Honda Pons           | Honda         | Honda NSR 500        | 8   | Àlex Crivillé      | alle       |
| Team Lucky Strike Suzuki      | Suzuki        | Suzuki RGV 500       | 9   | Alex Barros        | alle       |
| Team Lucky Strike Suzuki      | Suzuki        | Suzuki RGV 500       | 34  | Kevin Schwantz     | alle       |
| Team Lucky Strike Suzuki      | Suzuki        | Suzuki RGV 500       | 46  | Peter Goddard      | 1          |
| Team Valvoline/WCM            | ROC-Yamaha    | ROC-Yamaha GP1       | 11  | Niall Mackenzie    | alle       |
| Team ROC                      | ROC-Yamaha    | ROC-Yamaha GP1       | 13  | Toshiyuki Arakaki  | 1–3        |
| Team ROC                      | ROC-Yamaha    | ROC-Yamaha GP1       | 23  | Serge David        | alle       |
| Team ROC                      | Yamaha        | Yamaha YZR500        | 32  | José Kuhn          | 12–14      |
| Team ROC                      | ROC-Yamaha    | ROC-Yamaha GP1       | 38  | Corrado Catalano   | 4–6        |
| Team ROC                      | ROC-Yamaha    | ROC-Yamaha GP1       | 45  | Ron Haslam         | 10         |
| Librenti Corse                | Librenti      | Librenti 500         | 14  | Marco Papa         | 1–8, 12–13 |
| Team Udagawa                  | Yamaha        | Yamaha YZR500        | 15  | Tsutomu Udagawa    | 1–9, 11–14 |
| Rallye Sport                  | Harris-Yamaha | Harris-Yamaha SLS500 | 16  | Michael Rudroff    | alle       |
| Yamaha Motor France           | Yamaha        | Yamaha YZR500        | 18  | Bernard Garcia     | alle       |
| Yamaha Motor France           | Yamaha        | Yamaha YZR500        | 19  | Freddie Spencer    | 1, 11–12   |
| Yamaha Motor France           | Yamaha        | Yamaha YZR500        | 32  | José Kuhn          | 5–11       |
| Yamaha Motor France           | Yamaha        | Yamaha YZR500        | 39  | Toshihiko Honma    | 3          |
| Yamaha Motor France           | Yamaha        | Yamaha YZR500        | 40  | Jehan d’Orgeix     | 4          |
| Yamaha Motor France           | Yamaha        | Yamaha YZR500        | 51  | Jean-Marc Delétang | 14         |
| Team Millar                   | Yamaha        | Yamaha YZR500        | 20  | Jeremy McWilliams  | alle       |
| Euro Team                     | ROC-Yamaha    | ROC-Yamaha GP1       | 21  | Laurent Naveau     | 1–13       |
| Euro Team                     | ROC-Yamaha    | ROC-Yamaha GP1       | 69  | James Haydon       | 14         |
| M.B.M. Racing Team            | Harris-Yamaha | Harris-Yamaha SLS500 | 22  | Kevin Mitchell     | alle       |
| Team Doorakkers Racing        | Harris-Yamaha | Harris-Yamaha SLS500 | 24  | Cees Doorakkers    | alle       |
| Team Ville de Paris           | ROC-Yamaha    | ROC-Yamaha GP1       | 25  | Thierry Criné      | alle       |
| Team Elit                     | ROC-Yamaha    | ROC-Yamaha GP1       | 27  | Renzo Colleoni     | alle       |
| Padgett’s Motorcycles         | Harris-Yamaha | Harris-Yamaha SLS500 | 28  | John Reynolds      | 1–7, 9–14  |
| Shell Team Harris Team Harris | Harris-Yamaha | Harris-Yamaha SLS500 | 29  | Sean Emmett        | alle       |
| Shell Team Harris Team Harris | Harris-Yamaha | Harris-Yamaha SLS500 | 41  | Darren Dixon       | 6          |
| Shell Team Harris Team Harris | Harris-Yamaha | Harris-Yamaha SLS500 | 42  | Andrew Stroud      | 7–14       |
| Shell Team Harris Team Harris | Harris-Yamaha | Harris-Yamaha SLS500 | 44  | Alan Scott         | 1–5        |
| López Mella Racing Team       | ROC-Yamaha    | ROC-Yamaha GP1       | 30  | Juan López Mella   | alle       |
| M.T.D. Objectif 500           | ROC-Yamaha    | ROC-Yamaha GP1       | 31  | Bruno Bonhuil      | alle       |
| Euromoto                      | ROC-Yamaha    | ROC-Yamaha GP1       | 32  | José Kuhn          | 1–4        |
| ARC-Austrian Racing Company   | ROC-Yamaha    | ROC-Yamaha GP1       | 33  | Andreas Meklau     | alle       |
| Argus Racing Team             | ROC-Yamaha    | ROC-Yamaha GP1       | 35  | Jean-Luc Romanens  | 1–7        |
| Argus Racing Team             | ROC-Yamaha    | ROC-Yamaha GP1       | 59  | Niggi Schmassmann  | 6          |
| Team Pedercini                | ROC-Yamaha    | ROC-Yamaha GP1       | 36  | Lucio Pedercini    | 1–6, 8–14  |
| Peter Graves Racing Team      | Harris-Yamaha | Harris-Yamaha SLS500 | 37  | Simon Crafar       | 4–8        |
| Peter Graves Racing Team      | Harris-Yamaha | Harris-Yamaha SLS500 | 43  | David Jefferies    | 9–14       |
| Kirin Mets RT Yamaha          | Yamaha        | Yamaha YZR500        | 50  | Norihiko Fujiwara  | 3          |
| Team Great Britain            | ROC-Yamaha    | ROC-Yamaha GP1       | 69  | James Haydon       | 10         |
| Se.Te.Ces.Co                  | ROC-Yamaha    | ROC-Yamaha GP1       | 72  | Aldeo Presciutti   | 12         |
| Gibi Team                     | ROC-Yamaha    | ROC-Yamaha GP1       | 73  | Romolo Balbi       | 12         |
| Southwest Motorsports         | Harris-Yamaha | Harris-Yamaha SLS500 | 74  | Danny Walker       | 13         |
| Team G.O.J. Motor             | Harris-Yamaha | Harris-Yamaha SLS500 | 76  | Dario Marchetti    | 14         |
| Nihontelecom RT Yamaha        | Yamaha        | Yamaha YZR500        | 88  | Kevin Magee        | 3          |
| Quelle:                       |               |                      |     |                    |            |

| Legende         |
| --------------- |
| Stammfahrer     |
| Wildcard-Fahrer |
| Ersatzfahrer    |

### Rennergebnisse
|    | Datum  | Rennen                 | Strecke       | Platz 1        | Platz 2        | Platz 3         | Pole-Position  | Schn. Rennrunde | Gesamtführender Fahrer | Gesamtführender Konstrukteur |
| -- | ------ | ---------------------- | ------------- | -------------- | -------------- | --------------- | -------------- | --------------- | ---------------------- | ---------------------------- |
| 1  | 28.03. | GP von Australien      | Eastern Creek | Kevin Schwantz | Wayne Rainey   | Doug Chandler   | Kevin Schwantz | Wayne Rainey    | Kevin Schwantz         | Suzuki                       |
| 2  | 04.04. | GP von Malaysia        | Shah Alam     | Wayne Rainey   | Daryl Beattie  | Kevin Schwantz  | Kevin Schwantz | Wayne Rainey    | Wayne Rainey           | Yamaha                       |
| 3  | 18.04. | GP von Japan           | Suzuka        | Wayne Rainey   | Kevin Schwantz | Daryl Beattie   | Kevin Schwantz | Kevin Schwantz  | Wayne Rainey           | Yamaha                       |
| 4  | 02.05. | GP von Spanien         | Jerez         | Kevin Schwantz | Wayne Rainey   | Àlex Crivillé   | Kevin Schwantz | Alex Barros     | Wayne Rainey           | Yamaha                       |
| 5  | 16.05. | GP von Österreich      | Salzburgring  | Kevin Schwantz | Mick Doohan    | Wayne Rainey    | Kevin Schwantz | Mick Doohan     | Kevin Schwantz         | Suzuki                       |
| 6  | 13.06. | 57. GP von Deutschland | Hockenheim    | Daryl Beattie  | Kevin Schwantz | Shin’ichi Itō   | Shin’ichi Itō  | Mick Doohan     | Kevin Schwantz         | Suzuki                       |
| 7  | 26.06. | 63. Dutch TT           | Assen         | Kevin Schwantz | Mick Doohan    | Àlex Crivillé   | Mick Doohan    | Alex Barros     | Kevin Schwantz         | Suzuki                       |
| 8  | 04.07. | GP von Europa          | Barcelona     | Wayne Rainey   | Mick Doohan    | Kevin Schwantz  | Mick Doohan    | Wayne Rainey    | Kevin Schwantz         | Suzuki                       |
| 9  | 18.07. | GP von San Marino      | Mugello       | Mick Doohan    | Kevin Schwantz | Wayne Rainey    | Mick Doohan    | Mick Doohan     | Kevin Schwantz         | Suzuki                       |
| 10 | 01.08. | GP von Großbritannien  | Donington     | Luca Cadalora  | Wayne Rainey   | Niall Mackenzie | Kevin Schwantz | Luca Cadalora   | Kevin Schwantz         | Yamaha                       |
| 11 | 22.08. | GP von Tschechien      | Brünn         | Wayne Rainey   | Luca Cadalora  | Mick Doohan     | Wayne Rainey   | Wayne Rainey    | Wayne Rainey           | Yamaha                       |
| 12 | 05.09. | GP von Italien         | Misano        | Luca Cadalora  | Mick Doohan    | Kevin Schwantz  | Luca Cadalora  | Mick Doohan     | Kevin Schwantz         | Yamaha                       |
| 13 | 12.09. | GP der USA             | Laguna Seca   | John Kocinski  | Alex Barros    | Luca Cadalora   | Mick Doohan    | Kevin Schwantz  | Kevin Schwantz         | Yamaha                       |
| 14 | 26.09. | GP der F.I.M.          | Jarama        | Alex Barros    | Daryl Beattie  | Kevin Schwantz  | John Kocinski  | John Kocinski   | Kevin Schwantz         | Yamaha                       |

### Fahrerwertung
| 1  | Kevin Schwantz   | Suzuki              | 248 |
| 2  | Wayne Rainey     | Yamaha / ROC-Yamaha | 214 |
| 3  | Daryl Beattie    | Honda               | 176 |
| 4  | Mick Doohan      | Honda               | 156 |
| 5  | Luca Cadalora    | Yamaha / ROC-Yamaha | 145 |
| 6  | Alex Barros      | Suzuki              | 125 |
| 7  | Shin’ichi Itō    | Honda               | 119 |
| 8  | Àlex Crivillé    | Honda               | 118 |
| 9  | Niall Mackenzie  | Yamaha              | 103 |
| 10 | Doug Chandler    | Cagiva              | 83  |
| 11 | John Kocinski    | Cagiva              | 51  |
| 12 | Juan López Mella | ROC-Yamaha          | 46  |
| 13 | Mat Mladin       | Cagiva              | 45  |
| 14 | José Kuhn        | ROC-Yamaha / Yamaha | 45  |
| 15 | John Reynolds    | Harris-Yamaha       | 42  |
| 16 | Bernard Garcia   | Yamaha / ROC-Yamaha | 40  |
| 17 | Renzo Colleoni   | ROC-Yamaha          | 22  |
| 18 | Laurent Naveau   | ROC-Yamaha          | 21  |
| 19 | Sean Emmett      | Harris-Yamaha       | 19  |

| 20 | Tsumoto Udagawa   | ROC-Yamaha          | 18 |
| 21 | Michael Rudroff   | Harris-Yamaha       | 17 |
| 22 | Jeremy McWilliams | Yamaha              | 17 |
| 23 | Carl Fogarty      | Cagiva              | 13 |
| 24 | Toshihiko Honma   | Yamaha              | 8  |
| 25 | Kevin Magee       | Yamaha              | 7  |
|    | Simon Crafar      | Harris-Yamaha       | 7  |
|    | Joan Garriga      | Cagiva              | 7  |
| 28 | Norihiko Fujiwara | Yamaha              | 6  |
| 29 | Lucio Pedercini   | ROC-Yamaha          | 6  |
| 30 | Serge David       | ROC-Yamaha          | 6  |
| 31 | Corrado Catalano  | ROC-Yamaha          | 5  |
|    | James Haydon      | ROC-Yamaha          | 5  |
| 33 | Toshiyuki Arakaki | ROC-Yamaha          | 4  |
|    | Andrew Stroud     | Harris-Yamaha       | 4  |
| 35 | Andreas Meklau    | ROC-Yamaha          | 3  |
|    | Kevin Mitchell    | Harris-Yamaha       | 3  |
| 37 | Cees Doorakkers   | Harris-Yamaha       | 2  |
|    | Ron Haslam        | Harris-Yamaha       | 2  |
|    | Freddie Spencer   | Yamaha / ROC-Yamaha | 2  |
| 40 | Bruno Bonhuil     | ROC-Yamaha          | 1  |

### Konstrukteurswertung
| 1 | Yamaha        | 270 |
| 2 | Suzuki        | 267 |
| 3 | Honda         | 253 |
| 4 | Cagiva        | 148 |
| 5 | ROC-Yamaha    | 108 |
| 6 | Harris-Yamaha | 58  |

## 250-cm³-Klasse

### Rennergebnisse
|    | Datum  | Rennen                 | Strecke       | Platz 1              | Platz 2         | Platz 3              | Pole-Position   | Schn. Rennrunde      | Gesamtführender Fahrer | Gesamtführender Konstrukteur |
| -- | ------ | ---------------------- | ------------- | -------------------- | --------------- | -------------------- | --------------- | -------------------- | ---------------------- | ---------------------------- |
| 1  | 28.03. | GP von Australien      | Eastern Creek | Tetsuya Harada       | John Kocinski   | Max Biaggi           | Loris Capirossi | Tetsuya Harada       | Tetsuya Harada         | Yamaha                       |
| 2  | 04.04. | GP von Malaysia        | Shah Alam     | Nobuatsu Aoki        | Tetsuya Harada  | Tadayuki Okada       | Loris Capirossi | Nobuatsu Aoki        | Tetsuya Harada         | Yamaha                       |
| 3  | 18.04. | GP von Japan           | Suzuka        | Tetsuya Harada       | Tadayuki Okada  | Doriano Romboni      | Tetsuya Harada  | Loris Capirossi      | Tetsuya Harada         | Yamaha                       |
| 4  | 02.05. | GP von Spanien         | Jerez         | Tetsuya Harada       | Max Biaggi      | Jean-Philippe Ruggia | Tetsuya Harada  | Tetsuya Harada       | Tetsuya Harada         | Yamaha                       |
| 5  | 16.05. | GP von Österreich      | Salzburgring  | Doriano Romboni      | Loris Capirossi | Helmut Bradl         | Doriano Romboni | Helmut Bradl         | Tetsuya Harada         | Honda                        |
| 6  | 13.06. | 57. GP von Deutschland | Hockenheim    | Doriano Romboni      | Loris Capirossi | Helmut Bradl         | Doriano Romboni | Loris Capirossi      | Tetsuya Harada         | Honda                        |
| 7  | 26.06. | 63. Dutch TT           | Assen         | Loris Capirossi      | Tetsuya Harada  | John Kocinski        | Loris Capirossi | John Kocinski        | Tetsuya Harada         | Honda                        |
| 8  | 04.07. | GP von Europa          | Barcelona     | Max Biaggi           | Tadayuki Okada  | Alberto Puig         | Max Biaggi      | Max Biaggi           | Tetsuya Harada         | Honda                        |
| 9  | 18.07. | GP von San Marino      | Mugello       | Loris Capirossi      | Loris Reggiani  | Tetsuya Harada       | Loris Reggiani  | Jean-Philippe Ruggia | Tetsuya Harada         | Honda                        |
| 10 | 01.08. | GP von Großbritannien  | Donington     | Jean-Philippe Ruggia | Loris Capirossi | Loris Reggiani       | Loris Capirossi | Jean-Philippe Ruggia | Tetsuya Harada         | Honda                        |
| 11 | 22.08. | GP von Tschechien      | Brünn         | Loris Reggiani       | Max Biaggi      | Alberto Puig         | Loris Capirossi | Loris Capirossi      | Tetsuya Harada         | Honda                        |
| 12 | 05.09. | GP von Italien         | Misano        | Jean-Philippe Ruggia | Loris Capirossi | Loris Reggiani       | Max Biaggi      | Tetsuya Harada       | Tetsuya Harada         | Honda                        |
| 13 | 12.09. | GP der USA             | Laguna Seca   | Loris Capirossi      | Doriano Romboni | Loris Reggiani       | Loris Capirossi | Loris Capirossi      | Loris Capirossi        | Honda                        |
| 14 | 26.09. | GP der F.I.M.          | Jarama        | Tetsuya Harada       | Loris Reggiani  | Max Biaggi           | Loris Capirossi | Loris Capirossi      | Tetsuya Harada         | Honda                        |

### Fahrerwertung
| 1  | Tetsuya Harada            | Yamaha  | 197 |
| 2  | Loris Capirossi           | Honda   | 193 |
| 3  | Loris Reggiani            | Aprilia | 158 |
| 4  | Max Biaggi                | Honda   | 142 |
| 5  | Doriano Romboni           | Honda   | 139 |
| 6  | Jean-Philippe Ruggia      | Aprilia | 129 |
| 7  | Helmut Bradl              | Honda   | 126 |
| 8  | Tadayuki Okada            | Honda   | 120 |
| 9  | Alberto Puig              | Honda   | 106 |
| 10 | Pierfrancesco Chili       | Yamaha  | 106 |
| 11 | Nobuatsu Aoki             | Honda   | 100 |
| 12 | John Kocinski             | Suzuki  | 80  |
| 13 | Wilco Zeelenberg          | Aprilia | 50  |
| 14 | Jochen Schmid             | Yamaha  | 50  |
| 15 | Luis d’Antin              | Honda   | 43  |
| 16 | Patrick van den Goorbergh | Aprilia | 31  |
| 17 | Andreas Preining          | Aprilia | 30  |

| 18 | Carlos Cardús            | Honda   | 27 |
| 19 | Eskil Suter              | Aprilia | 24 |
| 20 | Adrian Bosshard          | Honda   | 21 |
| 21 | Simon Crafar             | Suzuki  | 17 |
| 22 | Jean-Michel Bayle        | Aprilia | 16 |
| 23 | Carlos Checa             | Honda   | 9  |
| 24 | Takuma Aoki              | Honda   | 8  |
| 25 | Frédéric Protat          | Aprilia | 8  |
| 26 | Paolo Casoli             | Gilera  | 7  |
| 27 | Kenny Roberts junior     | Yamaha  | 6  |
| 28 | Marcellino Lucchi        | Aprilia | 5  |
| 29 | Juan Borja               | Honda   | 5  |
| 30 | Bernd Kassner            | Aprilia | 2  |
|    | Alessandro Gramigni      | Gilera  | 2  |
| 32 | Jürgen van den Goorbergh | Aprilia | 1  |
|    | Jean-Pierre Jeandat      | Aprilia | 1  |
|    | Bernard Haenggeli        | Aprilia | 1  |

### Konstrukteurswertung
| 1 | Honda   | 307 |
| 2 | Yamaha  | 222 |
| 3 | Aprilia | 222 |
| 4 | Suzuki  | 97  |
| 5 | Gilera  | 9   |

## 125-cm³-Klasse

### Rennergebnisse
|    | Datum  | Rennen                 | Strecke       | Platz 1           | Platz 2           | Platz 3           | Pole-Position     | Schn. Rennrunde   | Gesamtführender Fahrer | Gesamtführender Konstrukteur |
| -- | ------ | ---------------------- | ------------- | ----------------- | ----------------- | ----------------- | ----------------- | ----------------- | ---------------------- | ---------------------------- |
| 1  | 28.03. | GP von Australien      | Eastern Creek | Dirk Raudies      | Kazuto Sakata     | Herri Torrontegui | Carlos Giró jr.   | Dirk Raudies      | Dirk Raudies           | Honda                        |
| 2  | 04.04. | GP von Malaysia        | Shah Alam     | Dirk Raudies      | Kazuto Sakata     | Takeshi Tsujimura | Dirk Raudies      | Dirk Raudies      | Dirk Raudies           | Honda                        |
| 3  | 18.04. | GP von Japan           | Suzuka        | Dirk Raudies      | Kazuto Sakata     | Takeshi Tsujimura | Dirk Raudies      | Kazuto Sakata     | Dirk Raudies           | Honda                        |
| 4  | 02.05. | GP von Spanien         | Jerez         | Kazuto Sakata     | Ralf Waldmann     | Takeshi Tsujimura | Dirk Raudies      | Ralf Waldmann     | Kazuto Sakata          | Honda                        |
| 5  | 16.05. | GP von Österreich      | Salzburgring  | Takeshi Tsujimura | Kazuto Sakata     | Dirk Raudies      | Kazuto Sakata     | Takeshi Tsujimura | Kazuto Sakata          | Honda                        |
| 6  | 13.06. | 57. GP von Deutschland | Hockenheim    | Dirk Raudies      | Kazuto Sakata     | Takeshi Tsujimura | Dirk Raudies      | Kazuto Sakata     | Kazuto Sakata          | Honda                        |
| 7  | 26.06. | 63. Dutch TT           | Assen         | Dirk Raudies      | Kazuto Sakata     | Manfred Baumann   | Dirk Raudies      | Kazuto Sakata     | Kazuto Sakata          | Honda                        |
| 8  | 04.07. | GP von Europa          | Barcelona     | Noboru Ueda       | Ralf Waldmann     | Akira Saitō       | Takeshi Tsujimura | Ralf Waldmann     | Dirk Raudies           | Honda                        |
| 9  | 18.07. | GP von San Marino      | Mugello       | Dirk Raudies      | Kazuto Sakata     | Akira Saitō       | Kazuto Sakata     | Carlos Giró jr.   | Dirk Raudies           | Honda                        |
| 10 | 01.08. | GP von Großbritannien  | Donington     | Dirk Raudies      | Kazuto Sakata     | Ralf Waldmann     | Kazuto Sakata     | Kazuto Sakata     | Dirk Raudies           | Honda                        |
| 11 | 22.08. | GP von Tschechien      | Brünn         | Kazuto Sakata     | Dirk Raudies      | Takeshi Tsujimura | Kazuto Sakata     | Kazuto Sakata     | Dirk Raudies           | Honda                        |
| 12 | 05.09. | GP von Italien         | Misano        | Dirk Raudies      | Kazuto Sakata     | Peter Öttl        | Kazuto Sakata     | Dirk Raudies      | Dirk Raudies           | Honda                        |
| 13 | 12.09. | GP der USA             | Laguna Seca   | Dirk Raudies      | Kazuto Sakata     | Ralf Waldmann     | Kazuto Sakata     | Kazuto Sakata     | Dirk Raudies           | Honda                        |
| 14 | 26.09. | GP der F.I.M.          | Jarama        | Ralf Waldmann     | Takeshi Tsujimura | Kazuto Sakata     | Dirk Raudies      | Noboru Ueda       | Dirk Raudies           | Honda                        |

### Fahrerwertung
| 1  | Dirk Raudies       | Honda   | 280 |
| 2  | Kazuto Sakata      | Honda   | 266 |
| 3  | Takeshi Tsujimura  | Honda   | 177 |
| 4  | Ralf Waldmann      | Aprilia | 160 |
| 5  | Noboru Ueda        | Honda   | 129 |
| 6  | Akira Saitō        | Honda   | 117 |
| 7  | Oliver Petrucciani | Aprilia | 82  |
| 8  | Jorge Martínez     | Honda   | 74  |
| 9  | Herri Torrontegui  | Aprilia | 65  |
| 10 | Peter Öttl         | Aprilia | 64  |
| 11 | Fausto Gresini     | Honda   | 61  |
| 12 | Ezio Gianola       | Honda   | 59  |
| 13 | Oliver Koch        | Honda   | 52  |
| 14 | Haruchika Aoki     | Honda   | 39  |
| 15 | Stefan Prein       | Honda   | 38  |
| 16 | Manfred Baumann    | Honda   | 36  |
| 17 | Kin'ya Wada        | Honda   | 30  |
| 18 | Masafumi Ono       | Honda   | 26  |
| 19 | Garry McCoy        | Aprilia | 25  |

| 20 | Carlos Giró jr.  | Aprilia         | 22 |
| 21 | Bruno Casanova   | Aprilia         | 22 |
| 22 | Luigi Ancona     | Honda           | 22 |
| 23 | Maik Stief       | Honda           | 21 |
| 24 | Neil Hodgson     | Honda           | 18 |
| 25 | Hans Spaan       | Rumi / Honda    | 16 |
| 26 | Stefan Kurfiss   | Aprilia         | 14 |
| 27 | Carlos Checa     | Honda           | 9  |
| 28 | Hideyuki Nakajō  | Honda           | 8  |
| 29 | Gabriele Debbia  | Honda           | 7  |
| 30 | Manfred Geissler | Aprilia / Honda | 6  |
| 31 | Ken Miyasaka     | Honda           | 4  |
| 32 | Julián Miralles  | Honda           | 4  |
| 33 | Emilio Cuppini   | Aprilia / Honda | 3  |
|    | Shin’ya Satoh    | Honda           | 3  |
| 35 | Arie Molenaar    | Honda           | 1  |

### Konstrukteurswertung
| 1 | Honda   | 345 |
| 2 | Aprilia | 203 |

## Gespanne (500 cm³)

### Rennergebnisse
|   | Datum  | Rennen                 | Strecke        | Platz 1                         | Platz 2                              | Platz 3                              | Pole-Position                   | Schn. Rennrunde                  | Gesamtführender               |
| - | ------ | ---------------------- | -------------- | ------------------------------- | ------------------------------------ | ------------------------------------ | ------------------------------- | -------------------------------- | ----------------------------- |
| 1 | 09.05. | Deutschland            | Hockenheim     | Steve Webster / Gavin Simmons   | Rolf Biland / Kurt Waltisperg        | Klaus Klaffenböck / Christian Parzer | Steve Webster / Gavin Simmons   | Rolf Biland / Kurt Waltisperg    | Steve Webster / Gavin Simmons |
| 2 | 13.06. | 57. GP von Deutschland | Hockenheim     | Rolf Biland / Kurt Waltisperg   | Steve Abbott / Julian Tailford       | Paul Güdel / Charly Güdel            | Rolf Biland / Kurt Waltisperg   | Rolf Biland / Kurt Waltisperg    | Rolf Biland / Kurt Waltisperg |
| 3 | 26.06. | 63. Dutch TT           | Assen          | Rolf Biland / Kurt Waltisperg   | Steve Webster / Gavin Simmons        | Darren Dixon / Andy Hetherington     | Rolf Biland / Kurt Waltisperg   | Rolf Biland / Kurt Waltisperg    | Rolf Biland / Kurt Waltisperg |
| 4 | 11.07. | Österreich             | Österreichring | wegen starken Regens annulliert | wegen starken Regens annulliert      | wegen starken Regens annulliert      | wegen starken Regens annulliert | wegen starken Regens annulliert  | Rolf Biland / Kurt Waltisperg |
| 5 | 18.07. | Tschechien             | Brünn          | Rolf Biland / Kurt Waltisperg   | Klaus Klaffenböck / Christian Parzer | Paul Güdel / Charly Güdel            | Paul Güdel / Charly Güdel       | Derek Brindley / Paul Hutchinson | Rolf Biland / Kurt Waltisperg |
| 6 | 01.08. | GP von Großbritannien  | Donington      | Rolf Biland / Kurt Waltisperg   | Derek Brindley / Paul Hutchinson     | Klaus Klaffenböck / Christian Parzer | Rolf Biland / Kurt Waltisperg   | Steve Webster / Gavin Simmons    | Rolf Biland / Kurt Waltisperg |
| 7 | 07.08. | Schweden               | Anderstorp     | Steve Webster / Gavin Simmons   | Rolf Biland / Kurt Waltisperg        | Klaus Klaffenböck / Christian Parzer | Steve Webster / Gavin Simmons   | Steve Webster / Gavin Simmons    | Rolf Biland / Kurt Waltisperg |
| 8 | 22.08. | GP von Tschechien      | Brünn          | Rolf Biland / Kurt Waltisperg   | Paul Güdel / Charly Güdel            | Steve Webster / Gavin Simmons        | Rolf Biland / Kurt Waltisperg   | Rolf Biland / Kurt Waltisperg    | Rolf Biland / Kurt Waltisperg |
| 9 | 26.09. | GP der F.I.M.          | Jarama         | Rolf Biland / Kurt Waltisperg   | Steve Webster / Gavin Simmons        | Paul Güdel / Charly Güdel            | Rolf Biland / Kurt Waltisperg   | Rolf Biland / Kurt Waltisperg    | Rolf Biland / Kurt Waltisperg |

### Fahrerwertung
| 1  | Rolf Biland        | Kurt Waltisperg                                  | LCR-Krauser    | 190 |
| 2  | Steve Webster      | Gavin Simmons                                    | LCR-ADM        | 119 |
| 3  | Klaus Klaffenböck  | Christian Parzer                                 | LCR-ADM        | 106 |
| 4  | Paul Güdel         | Thomas Böttcher bzw. Charly Güdel                | LCR-Krauser    | 99  |
| 5  | Derek Brindley     | Nick Roche bzw. Paul Hutchinson                  | LCR-ADM        | 99  |
| 6  | Steve Abbott       | Julian Tailford                                  | Windle-ADM     | 81  |
| 7  | Ralph Bohnhorst    | Siegfried Zillmann bzw. Peter Brown              | LCR-ADM        | 61  |
| 8  | Yoshisada Kumagaya | Brian Houghton                                   | LCR-Krauser    | 55  |
| 9  | Markus Bösiger     | Beat Leibundgut bzw. Peter Lindén bzw. Jürg Egli | LCR-ADM        | 51  |
| 10 | Darren Dixon       | Andy Hetherington                                | LCR-Krauser    | 43  |
| 11 | Tony Wyssen        | Kilian Wyssen                                    | LCR-ADM        | 40  |
| 12 | Jukka Lauslehto    | Jørgen Levinsen bzw. Sakari Salomaa              | LCR-ADM        | 29  |
| 13 | Barry Brindley     | Scott Whiteside                                  | LCR-Krauser    | 25  |
| 14 | Billy Gällros      | Peter Berglund                                   | LCR-Yamaha     | 22  |
| 15 | Mark Reddington    | Trevor Crone                                     | LCR-Krauser    | 22  |
| 16 | Theo van Kempen    | Geral de Haas                                    | LCR-ADM        | 19  |
| 17 | Markus Egloff      | Urs Egloff                                       | LCR-Yamaha     | 17  |
| 18 | Hans Hügli         | Adolf Hänni                                      | LCR-Krauser    | 14  |
| 19 | Reiner Koster      | Oscar Combi                                      | LCR-ADM        | 12  |
| 20 | Tony Baker         | Simon Prior                                      | LCR-Krauser    | 7   |
| 21 | Benny Janssen      | Frans Geurts van Kessel                          | LCR-Krauser    | 4   |
| 22 | Kieron Kavanagh    | Ian Stapleton                                    | LCR-Krauser    | 2   |
| 23 | Gary Knight        | Peter Höss bzw. Trevor Hopkinson bzw. Peter Hill | Windle-Krauser | 2   |
| 24 | Reinhold Hollweg   | Bernhard Hillmer                                 | LCR-Krauser    | 1   |

## Verweise